# Márk Koszta
Márk Koszta (* 26. September 1996 in Miskolc) ist ein ungarischer Fußballspieler.

## Karriere

### Verein
Koszta begann seine Karriere beim Putnok VSE. Zur Saison 2007/08 wechselte er zum Kazincbarcika SC. Zur Saison 2010/11 kam er in die Jugend von Honvéd Budapest. Im Oktober 2013 stand er erstmals im Profikader. Im Oktober 2014 debütierte er dann für die Profis in der Nemzeti Bajnokság. Dies blieb in der Saison 2014/15 sein einziger Einsatz. Zur Saison 2015/16 wurde er an den Zweitligisten Kisvárda FC verliehen. Während der Leihe kam er zu 27 Einsätzen in der Nemzeti Bajnokság II, in denen er neunmal traf.
Zur Saison 2016/17 kehrte Koszta wieder zu Honvéd zurück. Für den Hauptstadtklub kam er zu 31 Einsätzen in der höchsten Spielklasse, in denen er sechs Tore erzielte. Mit Honvéd wurde er zu Saisonende Meister. Im Juli 2017 wechselte er zum Ligakonkurrenten Mezőkövesd-Zsóry SE. Für Mezőkövesd-Zsóry kam er in der Saison 2017/18 zu 31 Einsätzen, in denen er zehnmal traf. In der Saison 2018/19 erzielte er vier Tore in 22 Einsätzen.
Zur Saison 2019/20 zog er weiter innerhalb der Liga zu Újpest Budapest. Bei Újpest konnte er sich aber nicht durchsetzen, insgesamt kam er zu 18 Einsätzen, in denen er drei Tore erzielte. 16 Mal davon wurde der Angreifer eingewechselt. Zur Saison 2020/21 schloss Koszta sich dem Ligakonkurrenten Zalaegerszegi TE FC an. In Zalaegerszeg kam er in seiner ersten Spielzeit zu 28 Einsätzen, in denen er acht Tore erzielte. Nach weiteren 25 Einsätzen und elf Toren in der Saison 2021/22 wechselte der Offensivmann im März 2022 nach Südkorea zu Ulsan Hyundai. In Ulsan spielte er aber keine Rolle, er kam zwar mehrmals in der AFC Champions League zum Zug, im Ligaalltag stand er aber nur ein einziges Mal einsatzlos im Spieltagskader.
Daraufhin kehrte Koszta im September 2022 wieder nach Europa zurück und wechselte nach Russland zu Torpedo Moskau. Bei Torpedo konnte er sich allerdings ebenso wenig durchsetzen und spielte viermal in der Premjer-Liga. Im Januar 2023 zog er daraufhin leihweise weiter nach Israel und schloss sich Maccabi Bnei Reineh an.

### Nationalmannschaft
Koszta durchlief zwischen 2012 und 2017 sämtliche ungarische Jugendnationalauswahlen.